# Inchiostro di china

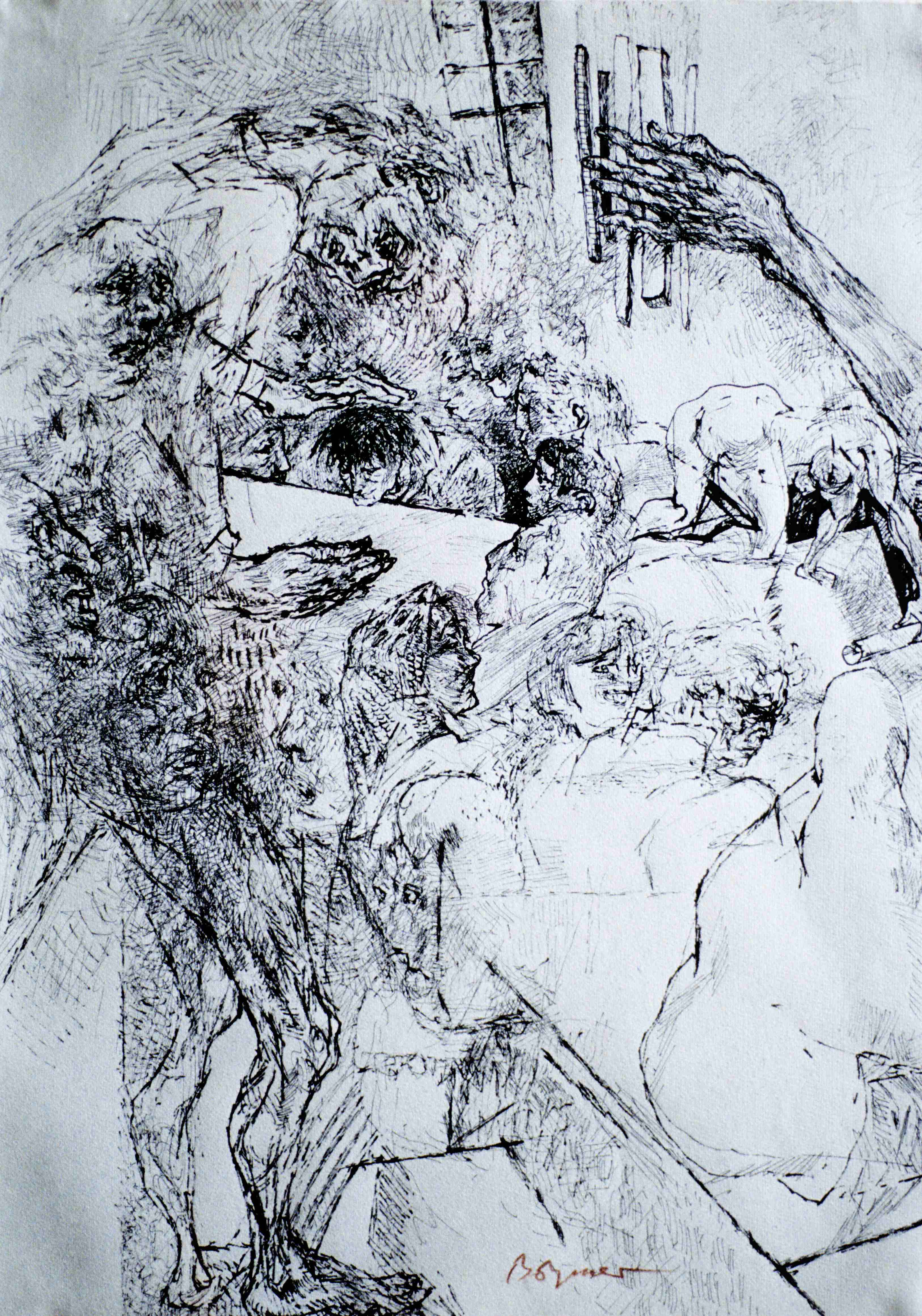
Disegno di Gunter Böhmer (1975)

L'inchiostro di china, detto anche inchiostro cinese o semplicemente china, è un inchiostro nero utilizzato per la scrittura, il disegno e la pittura. Ritenuto proveniente dall'Oriente, Cina o India, associa un pigmento nero di carbone e un legante acquoso.
L'inchiostro di china propriamente detto si presenta sotto forma di bastoni da strofinare su una pietra nell'acqua. È indelebile e di aspetto brillante dopo l'asciugatura. La sua composizione varia. In epoca moderna, il termine «inchiostro di china» (indian ink in inglese) designa correntemente una varietà ancora più grande di preparazioni liquide, che condividono più o meno le sue qualità essenziali. Questi inchiostri neri servono in particolare nel fumetto per l'inchiostratura dei disegni a matita e a volte nel disegno tecnico. In certi campi, l'inchiostro di china regredisce con la generalizzazione del disegno assistito dall'elaboratore.

## Composizione
Il pigmento dell'inchiostro di china è il nerofumo. È leggermente bruno (VTT) come si constata con forti diluizioni. Certe fabbricazioni, sia antiche sia moderne, vi aggiungono coloranti per modificarne la sfumatura. Le varietà indiane possono contenere degli ossidi metallici, quelle fabbricate in Egitto del carbone di legna (VTT).

### Il bastone d'inchiostro

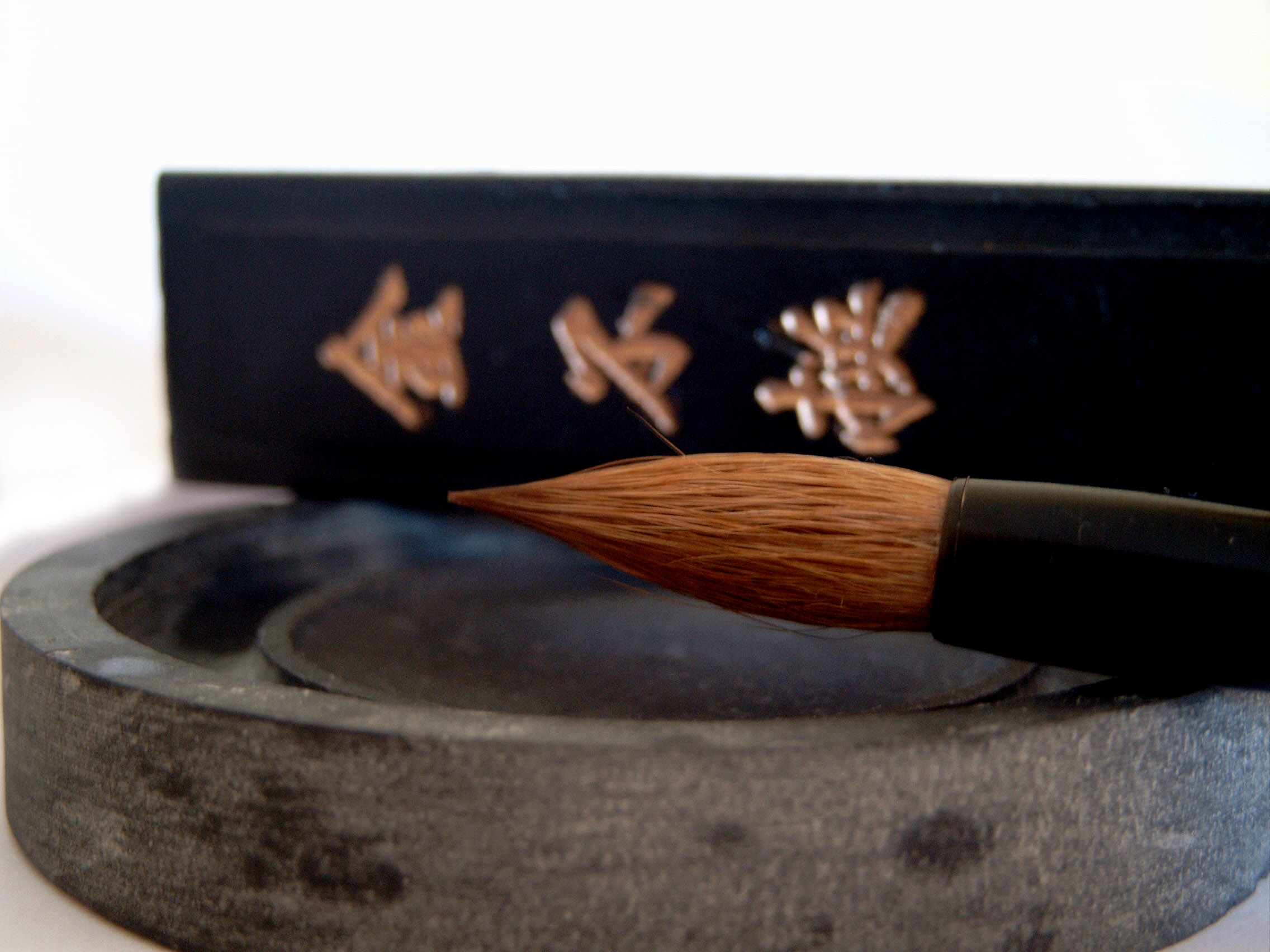
Pennello, bastone d'inchiostro e pietra da inchiostro

Il bastone d'inchiostro è uno dei quattro tesori del letterato (con il pennello, la carta di riso e la pietra da inchiostro), utensili tradizionali della calligrafia e della pittura cinese, coreana e giapponese.
Il legante originale dell'inchiostro di china propriamente detto, sotto forma di bastone, è una colla di proteina, colla animale o colla di pesce. A partire dal XVII secolo, la presenza di gommalacca solubilizzata con una soluzione ammoniacale dà all'inchiostro un tempo secco un aspetto brillante e una consistenza dura e resistente che permette, su certi supporti, la grattatura. L'inchiostro di china in uno strato spesso può screpolarsi e delle scaglie cadere, lasciando lacune (VTT). Con altri leganti, o in caso di forte diluizione, l'inchiostro si diluisce ancora nell'acqua dopo l'asciugatura.
I succhi vegetali aggiunti al legante hanno un'azione conciante e rendono l'inchiostro indelebile. Altri additivi, come il fiele di bue, rendono l'inchiostro, una volta mescolato all'acqua, più o meno bagnante, altri lo rendono più o meno untuoso, attenuano il suo odore, evitano, come il chiodo di garofano, la sua degradazione da parte dei batteri (VTT).
I leganti di inchiostri di altre provenienze possono contenere dei succhi e della gomma arabica (VTT). L'inchiostro in bastoni migliora nel corso del tempo. I bastoni conservati dopo molti anni godono di una grande reputazione.
La preparazione dell'inchiostro, che precede l'esecuzione di una calligrafia o di una pittura in questo stile, consiste nel macinare il bastone d'inchiostro sulla pietra da inchiostro con l'acqua. La proporzione d'inchiostro e d'acqua determina l'intensità dell'inchiostro e permette di ottenere dei contrasti; in particolare nella pittura di paesaggi.
I bastoni sono decorati con personaggi o figure di colore rosso, verde o dorato.

### L'inchiostrosumiin Giappone

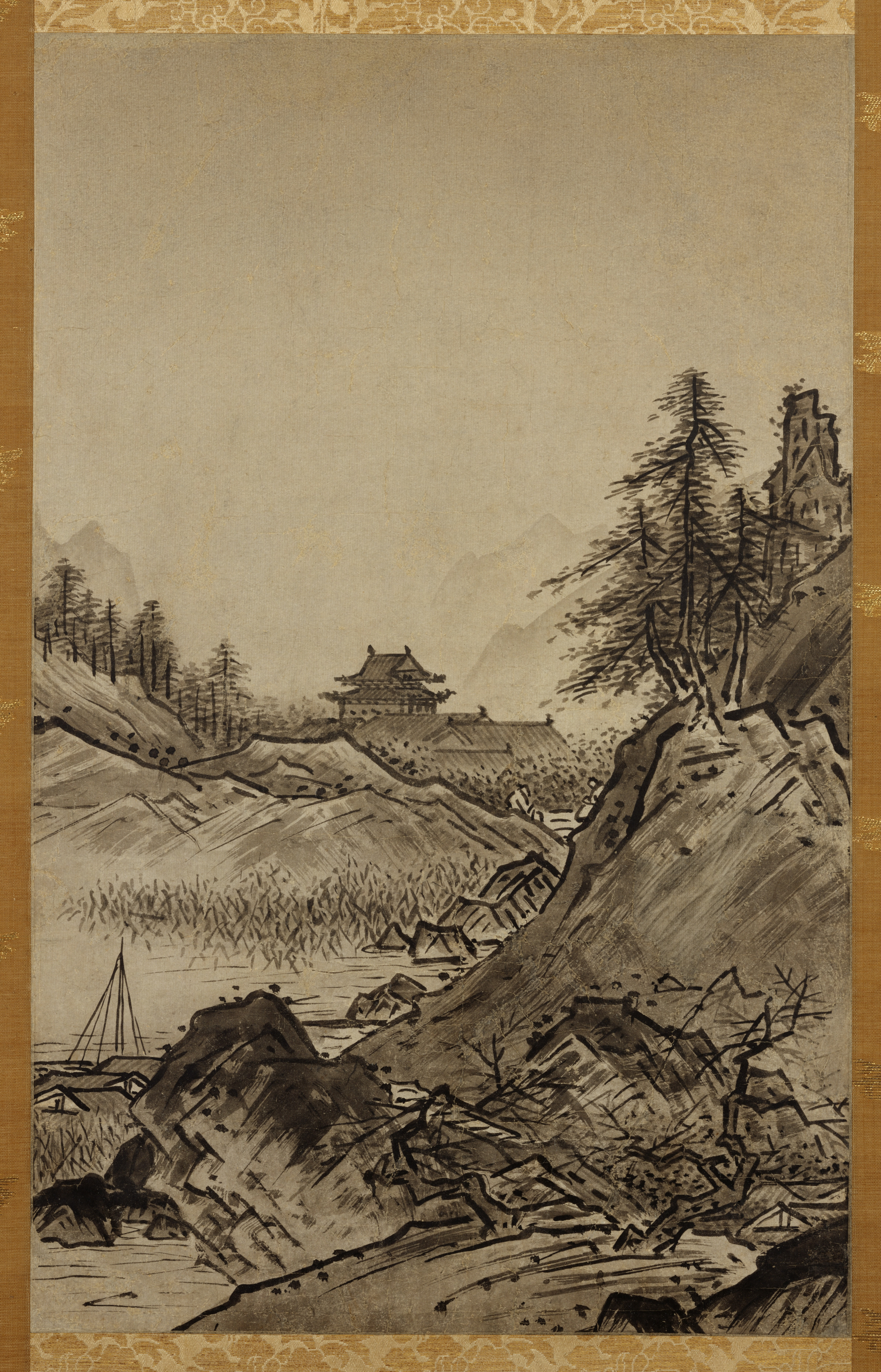
Autunno di Sesshū Tōyō, sumi-e, XV secolo.

In Giappone, l'inchiostro in bastoni si chiama sumi (墨?) (cinese e giapponese: 墨; coreano: 묵; pinyin: mò). Come in Cina, si impiega nella calligrafia. La pittura del letterato con inchiostro e sfumato a inchiostro è detta sumi-e.
L'inchiostro giapponese, confezionato a partire dalla fuliggine (susu) di pino (shôen-boku) o dall'olio vegetale (yuen-boku) e dalla colla animale (nikawa, 膠), è più duro e meno condensato della maggior parte delle fabbricazioni cinesi. Resiste meglio allo stiramento delle linee.

### Gli inchiostri liquidi

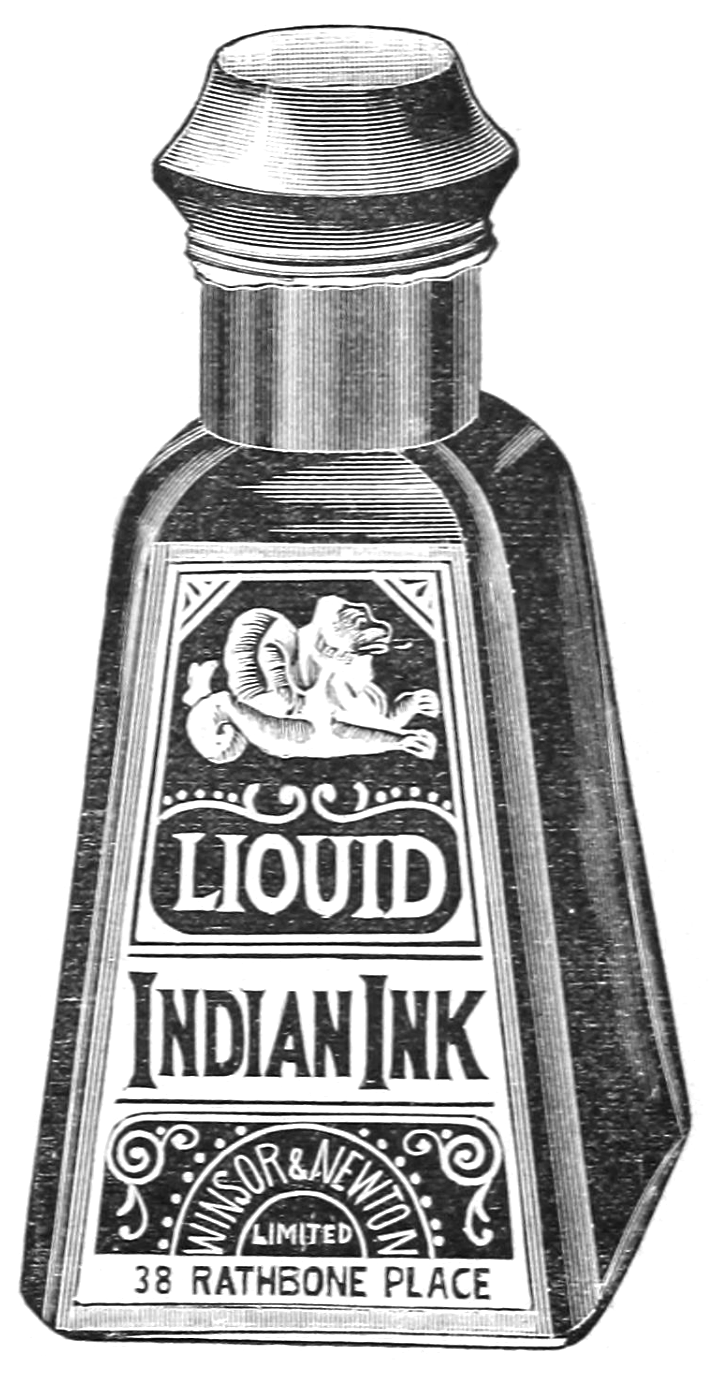
Bottiglia d'inchiostro di china presa in un catalogo del 1897.

Gli inchiostri al nero di carbone (indice internazionale dei coloranti PBk7) incrostano il pennino da scrittura o da disegno che si utilizza in Europa, ma non in Cina, obbligando a pulirli frequentemente. L'inchiostro ferrogallico non ha questo inconveniente, e ha dominato l'uso in Occidente. Coloro che ricercavano un inchiostro più nero utilizzavano, spesso anche con il pennello o il calamo, l'inchiostro detto «di China» importato dal Medioevo. Con gli strumenti metallici, come il tiralinee, questo inchiostro «di China» offre ancora il vantaggio di non essere corrosivo, mentre l'inchiostro ferrogallico obbliga a pulire lo strumento. L'invenzione dei pigmenti sintetici alla fine del XIX secolo ha moltiplicato le opzioni, e creato qualche confusione nelle denominazioni commerciali degli inchiostri pronti all'impiego.
La forma liquida impone degli additivi emulsionanti o conservanti diversi dalla forma in bastoni. I fabbricanti propongono un liquido adattato agli strumenti. La penna stilografica, particolarmente con punta tubolare, come la penna con punta a pennello, si scrosta più facilmente dei pennelli. Un inchiostro indelebile renderebbe la pulizia dello strumento molto più difficile. Queste penne impiegano inchiostri con formula adattata, spesso condizionato in cartucce.
Gli inchiostri neri liquidi venduti sotto il nome di inchiostro di china possono avere composizioni arbitrarie (PRV). I pigmenti possono essere sintetici (nero di anilina, naftolo). Dei fabbricanti utilizzano neri di carbone industriali, le cui caratteristiche sono meglio controllate di quelle dei nerofumo prodotti artigianalmente.
Gli inchiostri possono contenere vari prodotti chimici che assicurano le loro caratteristiche fisiche, come il glicol dietilenico.

## Storia dell'inchiostro di china
Se l'inchiostro di china (cinese e giapponese: 墨, pinyin: mò; coreano: 먹, mŏk ) è molto verosimilmente originario della Cina, e benché il suo principio di fabbricazione sia quasi stabile, è esistita una varietà infinita di «inchiostri di china» diversi secondo i luoghi e le epoche. Secondo taluni, questo tipo d'inchiostro sarebbe apparso in India prima di essere stato ripreso dai Cinesi. Non esiste un «inchiostro di china» unico e di formula fissa, e non tutti gli inchiostri neri sono «di china», tanto che la composizione degli inchiostri non è mai indicato sugli imballaggi. Per gli anglofoni l'inchiostro di china è l'«inchiostro indiano»: India Ink, e in neerlandese l'«inchiostro indiano orientale»: Oost-Indische Inkt. Non si conoscono con una grande precisione le date di apparizione dei vari tipi d'inchiostro.

### L'«inchiostro di china» in Occidente

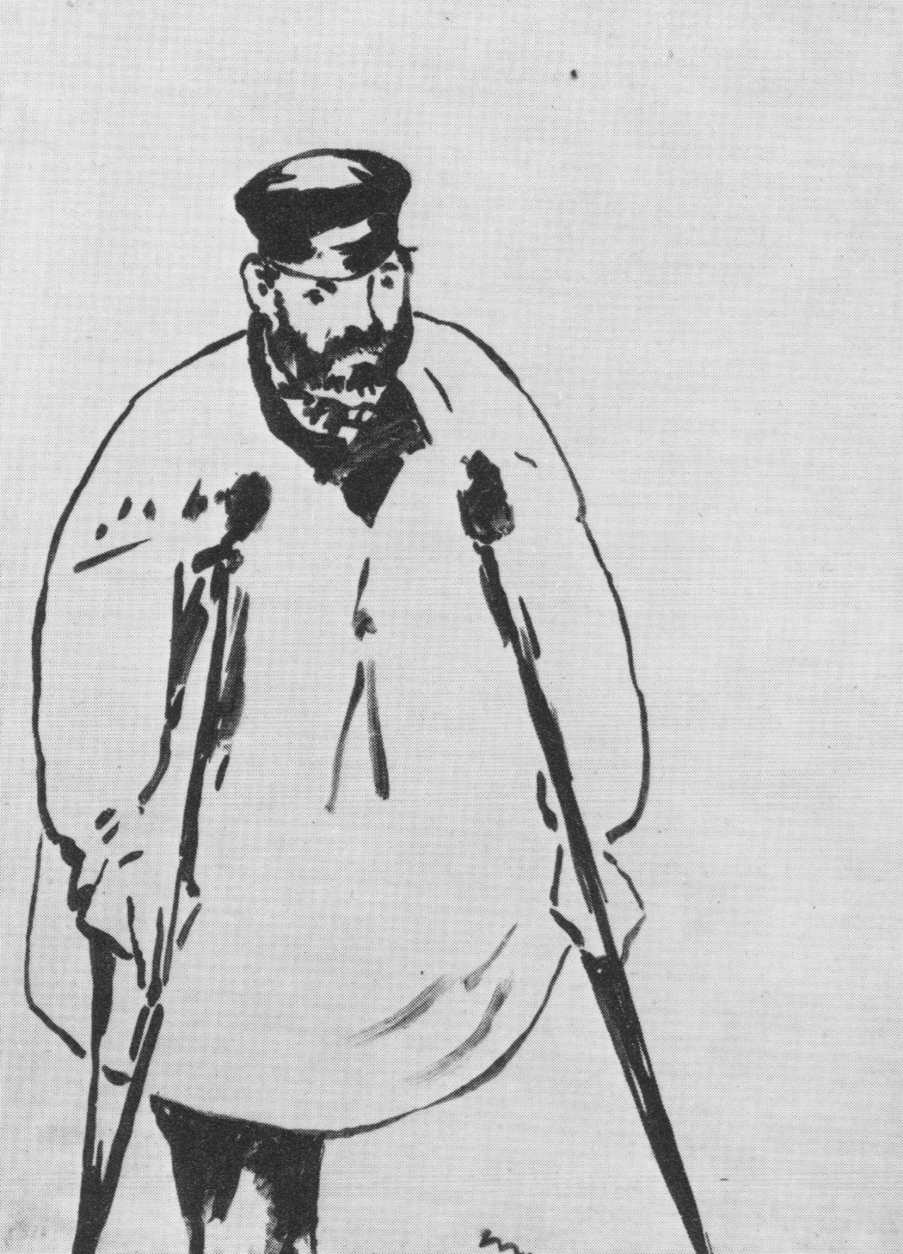
Sfumato a inchiostro di china
Édouard Manet

Pochi artisti europei hanno usato l'inchiostro di china alla maniera degli Orientali. Esso si usa principalmente nel rilievo di un bozzetto a penna, o quando l'artista vuole colori uniformi densi e brillanti. L'inchiostro di china con uno spesso strato sui supporti pittorici europei ha l'inconveniente della screpolatura. La sua opacità è utile nella realizzazione di trasparenti a partire dall'epoca della lanterna magica. Si trovano disegni a inchiostro di china fin dal XVII secolo.
L'inchiostro detto di china è fabbricato in Europa da moltissimo tempo. Léonor Mérimée l'ha studiato e ne dà la ricetta nel 1830 con una precisione scientifica. Secondo la sua analisi, l'inchiostro di china diventa indelebile grazie ai succhi vegetali che mordono la carta e fissano su di essa la colla che imprigiona i pigmenti. Dà conto degli ingredienti disponibili in Francia per preparare bastoni che abbiano tutte le qualità utili delle produzioni cinesi qui. Il Manuel Roret dedicato agli inchiostri dà nel 1856 diciassette procedimenti artigianali di fabbricazione che variano per il legante, la gomma arabica o la gelatina, nonché il pigmento; esso ammette che i disegnatori preferiscono l'inchiostro fabbricato in Cina o che segue le ricette cinesi. Prima della fine del secolo, parecchi fabbricanti ne producono industrialmente. A scuola, «per i lavori di disegno lineare e di sfumato a inchiostro, si impiega un inchiostro conosciuto sotto il nome di inchiostro di china, benché esso non ci venga dal Celeste Impero».
È soprattutto a partire dalla messa a punto della reprografia del disegno tecnico da una parte e della fotolitografia e della fotoincisione dall'altra, alla fine del XIX secolo, che l'inchiostro detto «di china» si è diffuso in Occidente. Questi procedimenti esigono un disegno eseguito su carta da ricalco, a tratto nero e senza sfumature, in presenza delle quali occorre effettuare una tramatura, perdendo precisione nella riproduzione. Mancando l'inchiostro ferrogallico di opacità, si usa l'inchiostro al carbone. Si chiamano così inchiostri «di china» quelli neri, destinati al disegno, pressappoco indelebili una volta asciutti, ma che si possono correggere mediante raschiatura. Questi disegni tecnici erano spesso prima abbozzati a matita e poi tracciati definitivamente con inchiostro, usando un tiralinee per tracciare linee di spessore uniforme e calibrato. Nell'ultimo terzo del XX secolo presero a diffondersi le penne tubolari che usavano un inchiostro nero specifico, che pure ha preso il nome di inchiostro di china.
La vignetta del giornale si eseguiva spesso, all'inizio del XX secolo, nelle stesse condizioni, ma si realizzava, sul bozzetto a matita, con una penna da disegno, che permetteva un tratto più morbido. Il procedimento a inchiostro di china su ricalco ha il vantaggio di dare un contorno molto netto, non si otteneva con altre carte, e si riproduce efficacemente per contatto, se non si desiderano ingrandimenti o riduzioni.
Nel fumetto, gli artisti procedevano più spesso in due tappe. Disegnavano uno schizzo con un portamine o con una matita, poi procedevano all'inchiostratura a china, sia a penna, sia a pennello. Il fumetto era poi passato a colori, in generale con un numero ridotto di sfumature.

## Usi non grafici
I Cinesi utilizzavano l'inchiostro anche per le sue virtù medicinali: esso alleviava il dolore delle scottature ed era altresì utilizzato in caso di emottisi.
L'inchiostro di china serve anche in microbiologia per evidenziare la capsula dei batteri, o in istologia generale per mettere in evidenza le cellule del sistema fagocitario.
Si usa inoltre per il tatuaggio. Il tatuaggio sul viso nell'antica Cina era un castigo riservato ai criminali ma l'inchiostro miscelato a nero di carbone e acqua veniva adoperato per la decorazione corporale. Oggigiorno la possibile tossicità dei componenti dell'inchiostro di china dovrebbe però farlo escludere a vantaggio di prodotti specificamente dedicati al tatuaggio.